# Zmarli w roku 1900
Lista osób zmarłych w 1900:

## styczeń 1900
- 20 stycznia – John Ruskin, brytyjski pisarz i reformator społeczny[1]
- 22 stycznia – David Edward Hughes, angielski inżynier[2]

## luty 1900
- 3 lutego – Helena Maria Stollenwerk, niemiecka werbistka, błogosławiona katolicka[3]

## marzec 1900
- 2 marca – Łukasz Solecki, polski duchowny katolicki, biskup przemyski[4]
- 6 marca – Gottlieb Daimler, niemiecki inżynier[5]
- 12 marca – Alicia Ann Spottiswoode, szkocka autorka tekstów piosenek i kompozytor oraz archeolog[6]
- 24 marca – Salomon Joachim Halberstam, żydowski bibliofil, kolekcjoner, publicysta, kupiec[7]
- 30 marca – Leonard Murialdo, włoski ksiądz, święty katolicki[8]

## kwiecień 1900
- 5 kwietnia – Joseph Louis François Bertrand, francuski matematyk[9]
- 24 kwietnia – Andrew Smith Hallidie, amerykański inżynier[10]
- 28 kwietnia – Franciszek Bohuszewicz (biał. Францішак Бенядзікт Багушэвіч), białoruski i polski pisarz, poeta[11]
- 29 kwietnia – Izrael Poznański, polski przedsiębiorca pochodzenia żydowskiego[12]

## maj 1900
- 1 maja – Mihály Munkácsy, węgierski malarz[13]
- 2 maja – Iwan Ajwazowski (orm. Հովհաննես Այվազովսկի), rosyjski malarz marynista ormiańskiego pochodzenia[14]
- 6 maja – Anna Róża Gattorno, włoska zakonnica, założycielka instytutu Córek św. Anny, błogosławiona katolicka[15]
- 22 maja – William Lindley, brytyjski inżynier, twórca Filtrów Lindleya[16]

## czerwiec/lipiec 1900
- 3 czerwca – Mary Kingsley, angielska pisarka[17]
- 5 czerwca – Stephen Crane, amerykański pisarz[18]
- 11 czerwca – Belle Boyd, amerykańska aktorka i szpieg[19]
- 15 czerwca – Barbara Cui Lian, chińska męczennica, święta katolicka[20]
- 19 czerwca
  - Modest Andlauer, francuski jezuita, misjonarz, męczennik, święty katolicki[21]
  - Remigiusz Isoré, misjonarz, męczennik, święty katolicki[22]
- 26 czerwca – Józef Ma Taishun, chiński męczennik, święty katolicki[23]
- 28 czerwca
  - Maria Du Zhao, chińska męczennica, święta katolicka[24]
  - Łucja Wang Cheng, chińska męczennica, święta katolicka[25]
  - Maria Fan Kun, chińska męczennica, święta katolicka[26]
  - Maria Qi Yu, chińska męczennica, święta katolicka[27]
  - Maria Zheng Xu, chińska męczennica, święta katolicka[28]
- 29 czerwca
  - Maria Du Tian, chińska męczennica, święta katolicka[29]
  - Magdalena Du Fengju, chińska męczennica, święta katolicka[29]
  - Paweł Wu Anju, chiński męczennik, święty katolicki[30]
  - Jan Chrzciciel Wu Mantang, chiński męczennik, święty katolicki[31]
  - Paweł Wu Wanshu, chiński męczennik, święty katolicki[32]
- 30 czerwca
  - Rajmund Li Quanzhen, chiński męczennik, święty katolicki[33]
  - Piotr Li Quanhui, chiński męczennik, święty katolicki[34]
- czerwiec/lipiec – Chi Zhuzi, chiński męczennik, święty katolicki[35]

## lipiec 1900
- 3 lipca
  - Piotr Zhao Mingzhen, chiński męczennik, święty katolicki[36]
  - Jan Chrzciciel Zhao Mingxi, chiński męczennik, święty katolicki[36]
- 4 lipca – Cezydiusz Giacomantonio, włoski franciszkanin, misjonarz, męczennik, święty katolicki[37]
- 5 lipca
  - Teresa Chen Jinjie, chińska męczennica, święta katolicka[38]
  - Róża Chen Aijie, chińska męczennica, święta katolicka[39]
- 7 lipca
  - Antoni Fantosati, włoski franciszkanin, misjonarz, biskup, męczennik, święty katolicki[40]
  - Józef Gambaro, włoski franciszkanin, misjonarz, męczennik, święty katolicki[41]
  - Marek Ji Tianxiang, chiński męczennik, święty katolicki[42]
  - Maria Guo Li, chińska męczennica, święta katolicka[43]
- 8 lipca – Jan Wu Wenyin, chiński męczennik, święty katolicki[44]
- 9 lipca
  - Zhang Huailu, chiński męczennik, święty katolicki[45]
  - Męczennicy z Taiyuan:
    - Grzegorz Grassi, włoski franciszkanin, misjonarz, biskup, męczennik, święty katolicki[46]
    - Franciszek Fogolla, włoski franciszkanin, misjonarz, biskup, męczennik, święty katolicki[47]
    - Eliasz Facchini, włoski franciszkanin, misjonarz, biskup, męczennik, święty katolicki[48]
    - Teodoryk Balat, francuski franciszkanin, misjonarz, męczennik, święty katolicki[49]
    - Andrzej Bauer, francuski franciszkanin (brat zakonny), misjonarz, męczennik, święty katolicki[50]
    - Maria Kerguin, francuska misjonarka, męczennica, święta katolicka[51]
    - Maria Adolfina Dierk, holenderska misjonarka, męczennica, święta katolicka[52]
    - Maria Hermina Grivot, francuska misjonarka, męczennica, święta katolicka[53]
    - Maria Anna Moreau, francuska misjonarka, męczennica, święta katolicka[54]
    - Maria Amandyna Jeuris, belgijska misjonarka, męczennica, święta katolicka[55]
    - Maria Clelia Nanetti, włoska misjonarka, męczennica, święta katolicka[56]
    - Maria Giuliani, włoska misjonarka, męczennica, święta katolicka[57]
    - Franciszek Zhang Rong, chiński męczennik, święty katolicki[58]
    - Piotr Zhang Banniu, chiński męczennik, święty katolicki[59]
    - Tomasz Shen Jihe, chiński męczennik, święty katolicki[60]
    - Jakub Yan Guodong, chiński męczennik, święty katolicki[61]
    - Szymon Chen Ximan, chiński męczennik, święty katolicki[62]
    - Mateusz Feng De, chiński męczennik, święty katolicki[63]
    - Jakub Zhao Quanxin, chiński męczennik, święty katolicki[64]
    - Piotr Wu Anbang, chiński męczennik, święty katolicki[65]
    - Piotr Wang Erman, chiński męczennik, święty katolicki[66]
    - Jan Zhang Jingguang, chiński męczennik, święty katolicki[67]
    - Filip Zhang Zhihe, chiński męczennik, święty katolicki[68]
    - Patryk Dong Bodi, chiński męczennik, święty katolicki[69]
    - Jan Zhang Huan, chiński męczennik, święty katolicki[70]
    - Jan Wang Rui, chiński męczennik, święty katolicki[71]
- 11 lipca
  - Anna An, z domu Xin, chińska męczennica, święta katolicka[72]
  - Anna An, z domu Jiao, chińska męczennica, święta katolicka[73]
  - Maria An, z domu Guo, chińska męczennica, święta katolicka[74]
  - Maria An Linghua, chińska męczennica, święta katolicka[75]
- 13 lipca
  - Paweł Liu Jinde, chiński męczennik, święty katolicki[76]
  - Majer Wolanowski, polski przemysłowiec i fabrykant pochodzenia żydowskiego[77]
  - Józef Wang Kuiju, chiński męczennik, święty katolicki[78]
- 14 lipca – Jan Wang Kuixin, chiński męczennik, święty katolicki[79]
- 16 lipca
  - Lang Yang, chińska męczennica, święta katolicka[80]
  - Paweł Lang Fu, chiński męczennik, święty katolicki[81]
  - Teresa Zhang He, chińska męczennica, święta katolicka[82]
- 17 lipca – Piotr Liu Ziyu, chiński męczennik, święty katolicki[83]
- 19 lipca
  - Elżbieta Qin Bian, chińska męczennica, święta katolicka[84]
  - Szymon Qin Chunfu, chiński męczennik, święty katolicki[85]
- 20 lipca
  - Paweł Denn, francuski jezuita, misjonarz, męczennik, święty katolicki[86]
  - Maria Zhu Wu, chińska męczennica, święta katolicka[87]
  - Leon Mangin, francuski jezuita, misjonarz, męczennik, święty katolicki[88]
  - Maria Fu Guilin, chińska męczennica, święta katolicka[89]
  - Piotr Zhu Rixin, chiński męczennik, święty katolicki[90]
- 21 lipca
  - Alberyk Crescitelli, włoski ksiądz, misjonarz, męczennik, święty katolicki[91]
  - Józef Wang Yumei, chiński męczennik, święty katolicki[92]
- 22 lipca
  - Maria Wang Li, chińska męczennica, święta katolicka[93]
  - Łucja Wang Wang, chińska męczennica, święta katolicka[94]
  - Anna Wang, chińska męczennica, święta katolicka[95]
  - Andrzej Wang Tianqing, chiński męczennik, święty katolicki[96]
- 29 lipca – Humbert I, król Włoch[97]
- koniec lipca
  - Józef Yuan Gengyin, chiński męczennik, święty katolicki[98]
  - Maria Zhao Guo, chińska męczennica, święta katolicka[99]
  - Róża Zhao, chińska męczennica, święta katolicka[99]
  - Maria Zhao, chińska męczennica, święta katolicka[99]

## sierpień 1900
- 7 sierpnia – Wilhelm Liebknecht, niemiecki socjaldemokrata[100]
- 8 sierpnia
  - Emil Škoda, czeski inżynier i przemysłowiec[101]
  - Paweł Ge Tingzhu, chiński męczennik, święty katolicki[102]
- 12 sierpnia
  - James Edward Keeler, amerykański astronom[103]
  - Wilhelm Steinitz, austriacki szachista, mistrz świata w szachach[104]
- 16 sierpnia – Róża Fan Hui, chińska męczennica, święta katolicka[105]
- 19 sierpnia – Jan Chrzciciel Zhu Wurui, chiński męczennik, święty katolicki[106]
- 25 sierpnia – Fryderyk Nietzsche, niemiecki filozof[107]
- 29 sierpnia – Bruno Abdank-Abakanowicz, polski wynalazca[108]

## września 1900
- 4 września – Józef Brodowski, polski malarz[109]
- 21 września – Józef Kleczyński, polski statystyk, demograf, prawnik, publicysta, powstaniec styczniowy[110]
- 27 września – Albert Bernhard Frank, niemiecki biolog, profesor botaniki, specjalista w zakresie fizjologii roślin i fitopatologii (ur. 1839)
- 28 września – Gustav Gyula Geyer, węgierski przyrodnik[111]

## październi 1900
- 1 października – Alojzy Maria Monti, włoski zakonnik, błogosławiony katolicki[112]
- 15 października – Zdeněk Fibich, czeski kompozytor[113]
- 31 października – Stanisław Szczepanowski, polski ekonomista, inżynier, przedsiębiorca naftowy[114]

## listopad 1900
- 7 listopada – Josef Schalk, austriacki pianista, dyrygent i pedagog[115]
- 22 listopada
  - Arthur Sullivan, brytyjski kompozytor[116]
  - Harald Molander, szwedzki pisarz, autor, reżyser i tłumacz[117]
- 30 listopada – Oscar Wilde, angielski poeta, prozaik, dramatopisarz i filolog klasyczny[118]

## grudzień 1900
- 30 grudnia – Eugenia Ravasco, włoska zakonnica, założycielka Zgromadzenia Sióstr Najświętszych Serc Jezusa i Maryi, błogosławiona katolicka[119]